# Zumbador (Robert Frank)
El Zumbador (Whizzer en inglés) (Robert Frank) es un personaje de Marvel Comics. Apareció por primera vez durante el período de los 1940 que los fanes y los historiadores llaman la Edad de oro de los cómics.

## Historia de la publicación
El primer Zumbador (Robert Frank) se estrenó en USA Comics #1 (agosto de 1941), publicado por Timely Comics. El personaje fue creado por el dibujante Al Avison y un escritor sin nombre. Una fuente atribuye a Stan Lee como el escritor, pero no hay otras fuentes para apoyar el crédito. Se publicaron aventuras en solitario del Zumbador durante la primera mitad de la década de 1940. En 1946 formó parte de un equipo de superhéroes de All-Winners Squad en los dos últimos temas All-Winners Comics. Estas fueron las últimas apariciones del personaje durante la década de 1940.
Roy Thomas volvió a introducir al Zumbador en Giant-Size Avengers # 1 (agosto de 1974). Dos años después, en The Avengers Annual # 6 (Nov. 1976), el escritor Gerry Conway reinterpretó el origen del personaje y la historia para que la "transfusión de sangre mangosta" no fuera la fuente del poder, pero si el factor que "desencadenó una latente capacidad mutante". Thomas, en la serie II Guerra Mundial en la escena retrospectiva Los Invasores # 05.06 (marzo-mayo de 1976), se expandió en tiempos de guerra la carrera del personaje como miembro en algún momento del equipo de superhéroes creado con carácter retroactivo los Invasores. Thomas más tarde, hizo al Zumbador miembro a tiempo completo de los héroes de la casa del frente de la Legión de la Libertad, en Marvel Premiere # 29-30 (abril-junio de 1976).

## Historia del personaje
Robert L. Frank nació en San Luis, Misuri. El origen del personaje comienza en la Edad de Oro de los cómics, el Dr. Robert Frank está en un viaje a África con su padre, el Dr. Emil Frank, donde Robert es mordido por una cobra; se salva por una transfusión de sangre mangosta, y pronto descubre que ha desarrollado supervelocidad. Frank decide luchar contra el crimen y, finalmente, acepta la oferta de miembro de los Invasores Bucky, que forma el equipo de superhéroes la Legión de la Libertad para rescatar a los otros invasores, a quienes les fue lavado el cerebro por el villano Cráneo Rojo. Cuando la Legión de la Libertad y los Invasores se disuelven después de la Segunda Guerra Mundial, el Zumbador se une al equipo recién formado All-Winners Squad.
El Zumbador después pasó algunos años luchando contra el alcoholismo y la depresión, y fue durante algún tiempo sin hogar en el barrio Bowery de Manhattan. Terminó trabajando como técnico de laboratorio nuclear.
En la Edad Moderna el Zumbador vuelve a aparecer como un héroe que se había casado con la superheroína Miss América. Forma parte brevemente con los Vengadores, que lo ayudan en el control de su hijo Nuklo. Se reúne con Nuklo, pero sufre un ataque al corazón. Al final de esta aventura, el Zumbador erróneamente cree ser el padre de los gemelos mutantes Quicksilver y la Bruja Escarlata.
El Zumbador fue engañado después por el Láser Viviente luchando contra los Vengadores, y sufre un segundo ataque al corazón. Luego luchó contra los atlantes y Namor junto a los Vengadores. Después de una derrota humillante a manos del Conde Nefaria, el Zumbador se jubila.
Más tarde se vuelve a librar una batalla final contra un viejo enemigo en tiempo de guerra llamado Isvisa, el Zumbador muere tras sufrir un ataque al corazón fatal durante la batalla, pero su sacrificio permite que su hijo Nuklo sea curado de su nivel de radiación excesiva y comenzar una vida normal. El Zumbador murió creyendo que Quicksilver y la Bruja Escarlata eran sus hijos.
Arnim Zola más tarde creó una proto-cáscara de Zumbador de su ADN. Un clon del Zumbador aparece muchos años después, pero muere rápidamente (al igual que todos los demás clones) por el título del personaje Deadpool que se burla de él como "una leyenda para hacer reír a mercenarios en la noche".

## Poderes y habilidades
Debido a una reacción mutagénica a la inyección de sangre mangosta, Robert Frank tiene la capacidad de moverse a una velocidad superhumana y tiene reflejos superhumanos. Puede crear ciclones corriendo en círculo, correr por las paredes y sobre el agua. En su mejor momento, pudo alcanzar velocidades más rápidas a las que alcanzó en su mediana edad, corriendo a aproximadamente 161 km/h.

## Otras versiones

### Amalgama
En DC Comics / Marvel Comics publicaron conjuntamente la miniserie de Amalgam Comics, Whizz es una amalgama de Robert Frank Whizzer y Golden Age Flash, y es miembro del All Star Winners Squad. Su única aparición fue en Super Soldier: Man of War # 1 (junio de 1997).

### Marvel Zombies
En Marvel Zombies 3 el zombi aparece junto a Speed Demon y Quicksilver persiguiendo a Machine Man, antes de ser asesinado después de bucear bajo la moto de Ghost Rider, causando que los cuatro zombis exploten.

## Series de televisión
- Un anciano, jubilado como Robert Frank aparece en Spider-Man, la Serie Animada episodio, "Los Seis Guerreros Olvidados", con la voz de Walker Edmiston. En esta versión, los poderes del Zumbador son el resultado de un intento de recrear el proceso que faculta al Capitán América en la que fue una de las cinco personas (que incluía Black Marvel, Destructor, Miss América y Tronador) para pasar por este proceso. Sin embargo, sus poderes son limitados en el tiempo que pueden utilizarlos. Para remediar esto, sus anillos especiales se utilizan para activar sus poderes y racionar en ellos. Después de que el Capitán América se sacrificó para detener a Cráneo Rojo de la activación de su dispositivo del juicio final, él y los otros héroes toman las llaves y se retiran. Años más tarde, se le muestra la tutoría de un niño sobre cómo dibujar los héroes de este tiempo hasta que Rhino viene y obliga a la llave de su posesión. Él se unió a los otros héroes para luchar tanto como los Seis Siniestros de Kingpin y las fuerzas de Red Skull.

- Robert Frank aparece en la tercera temporada de Ultimate Spider-Man: Web Warriors, episodio 15, "Academia S.H.I.E.L.D.", con la voz de Robert Patrick. Durante la Segunda Guerra Mundial, Robert Frank como el Zumbador era un superhéroe junto al Capitán América, Bucky, Miss América, y el androide Antorcha Humana que lucharon contra HYDRA. En el presente, Robert Frank es un maestro en el Triskelion de la Academia S.H.I.E.L.D. Cuando Arnim Zola se reactiva, Spider-Man aprende del libro de recuerdos de Robert Frank que él había luchado contra Arnim Zola. Durante la lucha de Spider-Man con los synthezoids de Zola, Zumbador llega para ayudar y les dice a Spider-Man, Araña de Hierro, Agente Venom y Power Man para dirigir la Caja de ESP en Zola. Amadeus Cho hace la activación de una señal en su armadura de Araña de Hierro, Zola pierde el control de los synthezoids, haciendo que se vuelven inestables. El Zumbador aprovecha la oportunidad para golpear a Arnim Zola. A medida que el laboratorio está explotando, Spider-Man saca a Zumbador fuera del laboratorio. Más tarde le da las gracias a Spider-Man por salvar su vida. En el episodio 22, "La Venganza de Arnim Zola", aparece al ser encapsulado en los contenedores de Zola y en el episodio 26, "Concurso de Campeones, parte 4", aparece de cameo con los Vengadores, los Agentes de S.M.A.S.H. y el equipo de Spider-Man.

- Un hombre que se hace llamar "el Zumbador" y que asegura tener supervelocidad cuando se asusta aparece brevemente durante el primer episodio de la segunda temporada de la serie de Netflix Jessica Jones, mientras Jessica trataba de buscar nuevos casos para su agencia de investigación. Sin embargo, Jessica le despacha, tomándole por loco.